# گرااخ ان در موزل
گرااخ ان در موزل (به آلمانی: Graach an der Mosel) یک شهر در آلمان است که در برنکاستل-ویتلیش واقع شده‌است. گرااخ ان در موزل ۷۲۳ نفر جمعیت دارد.